# Rom in Turchia
I popoli romaní in Turchia sono musulmani sunniti che hanno adottato il turco come una delle loro lingue e abbracciato la cultura turca.
La maggior parte degli zingari musulmani in Turchia vive nella Tracia orientale, nella regione di Marmara e nella regione dell'Egeo. In Turchia parlano turco e non usano più la lingua romaní: solo pochi la parlano. Spesso si sposano e sono sposati con non popoli romaní.
I discendenti dei Rom ottomani sono conosciuti oggi come zingari musulmani. Sono musulmani sunniti della scuola di Hanifa e praticano la circoncisione islamica. Ogni anno a Edirne si celebra il festival Kakava.
Nella Turchia moderna, i romaní musulmani non hanno lo status legale di minoranza etnica, poiché sono tradizionalmente seguaci della fede islamica, i cui seguaci sono considerati parte della maggioranza etnica in Turchia, indipendentemente dalla loro etnia o razza. Ciò risale all'epoca del trattato di Losanna (1923), in cui la sezione III "Protezione delle minoranze" pone l'accento sulle minoranze non musulmane. Anche i rom turchi sono arrivati nell'Europa occidentale come lavoratori ospiti, sono percepiti in Germania come persone di origine turca, non hanno nulla in comune con altri gruppi rom, alcuni hanno sposato donne tedesche.